# Autolytus bondei
Autolytus bondei är en ringmaskart som beskrevs av Francis Day 1934. Autolytus bondei ingår i släktet Autolytus och familjen Syllidae. Inga underarter finns listade i Catalogue of Life.